# Yakovlev
Bài này nói về phòng thiết kế và nhà sản xuất máy bay. Về các nghĩa khác, xem Yakovlev (định hướng).
Văn phòng thiết kế A.S. Yakovlev (tiếng Nga: КБ Яковлев) là một nhà sản xuất và thiết kế máy bay Nga (tiền tố văn phòng thiết kế Yak). Nó được thành lập năm 1934 dưới sự lãnh đạo của nhà thiết kế Alexander Sergeyevich Yakovlev với tên OKB-115 (văn phòng thiết kế co cơ sở chế tạo của riêng mình tại Cơ sở №115), nhưng ngày thành lập của nó được coi là ngày 12 tháng 5, 1927, ngày chuyến bay đầu tiên của chiếc AIR-1 được phát triển bởi Phòng thiết kế máy bay hạng nhẹ GUAP (Cơ quan đầu não công nghiệp hàng không) dưới sự giám sát của A.S.Yakovlev.
Trong Chiến tranh thế giới thứ hai Yakovlev đã thiết kế và chế tạo một số máy bay chiến đấu rất nổi tiếng.
Nó đã được hợp nhất vào Công ty hàng không Yak cùng với Công ty cổ phần hàng không Smolensk trong tháng 3, 1992, dù hai công ty vẫn tiếp tục hoạt động độc lập. Sau đó nó được tư nhân hóa và trở thành Công ty hàng không Yak. Chính phủ Nga hiện có kế hoạch hợp nhất công ty này với Mikoyan, Ilyushin, Irkut, Sukhoi và Tupolev thành một công ty với tên gọi là Liên đoàn hàng không hợp nhất.
Công ty này là nhà thiết kế của Pchela (tiếng Nga, "bee", máy bay trinh sát không người lái) (bee).
Cái tên "Yakovlev" thường được sử dụng ở phương Tây, nhưng ở Nga nó thường được viết tắt thành Yak (tiếng Nga: Як) như một phần của tên máy bay.
Xem thêm: SOKOL Aircraft Building Plant

## Máy bay Yak

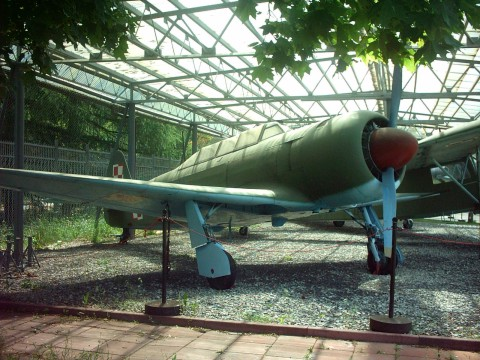
Yak-11 của Không quân Ba Lan

### Máy bay thời kỳ đầu
- AVF-10 (1924 - tàu lượn)
- AVF-20 (1925 - tàu lượn)
- AIR-1/VVA-3/Ya-1 (1927 - máy bay huấn luyện 2 tầng cánh)
- AIR-2/Ya-2 (1928 - máy bay huấn luyện 2 tầng cánh, AIR-1 cải tiến)
- AIR-3/Ya-3 (1929 - máy bay huấn luyện cánh đơn tốc độ cao, phát triển từ AIR-2)
- AIR-4/Ya-4 (1930 - AIR-3 cải tiến)
- AIR-5 (1931 - máy bay chở khách)
- AIR-6/Ya-6 (1932 - máy bay chở khách/cứu thương)
- AIR-7/Ya-7
- AIR-8
- AIR-9
- AIR-10/Ya-10
- AIR-11
- AIR-12
- AIR-14 (1936 - Máy bay huấn luyện một chỗ ngồi)
- AIR-15/UT-15
- AIR-16
- AIR-17/Ya-17/UT-3
- AIR-18
- AIR-19/Ya-19
- Ya-20
- Ya-21/UT-21
- Ya-22/I-29

### Máy bay tiêm kích
- Yak-1
- Yak-3
- Yak-7 "Mark"
- Yak-9 "Frank"
- Yak-15 "Feather"
- Yak-17 "Feather"
- Yak-23 "Flora"
- Yak-38 "Forger"

### Máy bay ném bom
- Yak-2
- Yak-4/BB-22
- Yak-28 "Brewer"
  - Yak-28P "Firebar"

### Máy bay chở khách/vận tải
- Yak-6/NBB
- Yak-10 "Crow"
- Yak-14 "Mare"
- Yak-18T
- Yak-40 "Codling"
- Yak-42 "Clobber"
- Yak-58
- Yak-112

### Máy bay trinh sát
- Yak-25 "Flashlight"
- Yak-27 "Flashlight" và "Mangrove"
- Yakovlev Pchela
- Yakovlev Yak Voron "Raven"
- Yakovlev Yak Albatro-Expert

### Trực thăng
- Yak-24 "Horse"
- Yak-100/Yak-22

### Máy bay huấn luyện
- UT-1
- UT-2 "Mink"
- UT-3
- Yak-7 "Mark"
- Yak-11 "Moose"
- Yak-17V/Yak-17UTI "Magnet"
- Yak-18 "Max"
- Yak-18T
- Yak-20
- Yak-21
- Yak-28U "Maestro"
- Yak-30 "Magnum"
- Yak-32 "Mantis"
- Yak-50
- Yak-52
- Yak-53
- Yak-54
- Yak-55
- Yak-130 "Mitten"
- Yak-152
- Yak-200
- Yak-210

### Thử nghiệm
- Yak-3/I-26U/I-30
- Yak-5/I-28
- Yak-EG
- Yak-5/I-28
- Yak-8 "Crib"
- Yak-12 "Creek"
- Yak-13
- Yak-16 "Cork"
- Yak-19
- Yak-25
- Yak-26 "Flashlight"
- Yak-30
- Yak-33
- Yak-36 "Freehand"
- Yak-41 "Freestyle"
- Yak-43
- Yak-141 "Freestyle"
- Yak-44
- Yak-45
- Yak-46
- Yak-50
- Yak-60
- Yak-140
- Yak-140
- Yak-1000
- VVP-6

### Đề án máy bay
- Irkut MS-21
- Yak-48
- Yak-77

### Đề án máy bay quốc tế
- Gulfstream G200
- Hongdu Yakovlev CJ-7